# Jennings (Oklahoma)
Jennings é uma cidade  localizada no estado norte-americano de Oklahoma, no Condado de Pawnee.

## Demografia
Segundo o censo norte-americano de 2000, a sua população era de 373 habitantes.
Em 2006, foi estimada uma população de 381, um aumento de 8 (2.1%).

## Geografia
De acordo com o United States Census Bureau tem uma área de
1,4 km², dos quais 1,4 km² cobertos por terra e 0,0 km² cobertos por água. Jennings localiza-se a aproximadamente 279 m acima do nível do mar.

## Localidades na vizinhança
O diagrama seguinte representa as localidades num raio de 16 km ao redor de Jennings.